# Акопян, Версандик Франсикович
Верса́ндик Фра́нсикович Акопя́н (арм. Վերսանդիկ Հակոբյան, 15 сентября 1950, село Базарчай, Сисианский район — 19 июля 2022) — депутат парламента Армении.
- 1968-1973 — факультет автоматизированных систем управления воздушным транспортом Киевского института инженеров гражданской авиации.
- 1980—1985 — факультет экономики и управления воздушным транспортом того же института. Авиационный инженер, лейтенант-инженер.
- 1973—1994 — инженер, начальник смены, начальник отдела по пассажироперевозкам в аэропорту «Звартноц».
- 1994—2002 — представитель государственного предприятия «Армянские авиалинии» в Объединенных Арабских Эмиратах.
- 2002—2007 — генеральный директор ЗАО «Армянские международные авиалинии».
- 12 мая 2007 избран депутатом парламента. Член партии «Процветающая Армения».